# L'Invincibile
L'Invincibile (Niezwyciężony) è un romanzo di fantascienza dello scrittore polacco Stanisław Lem, pubblicato nel 1964.

## Storia editoriale
Il romanzo fu iniziato nel giugno del 1962 nella città di Zakopane, in Polonia, e terminato nel 1963. Il libro fu pubblicato nel 1964, edito negli Stati Uniti nel 1973 col titolo The Invincible, ritraducendo in inglese una precedente edizione in lingua tedesca del 1967 (Der Unbesiegbare).
L'opera tratta uno dei temi ricorrenti di Lem, ossia il mistero di strane entità, eventi e luoghi, come pretesto narrativo per ridimensionare la presunta onnipotenza dell'Umanità, mettendone in risalto, al contrario, i suoi limiti.

## Trama
L'astronave Invincibile viene inviata su Regis III, un pianeta della costellazione della Lira, per investigare sulla scomparsa dell'astronave gemella Condor. Dopo l'atterraggio sul pianeta, che appare completamente desertico, la Condor viene ritrovata semisepolta nella sabbia, con la durissima corazza in lega di molibdeno butterata e con i cadaveri dell'equipaggio che non mostrano segni di ferite, né di avvelenamento o di radioattività. I biologi dell'Invincibile, dopo aver accertato che, a differenza dei mari, sulla terraferma del pianeta non c'è traccia di vita animale o vegetale, indagano sulle cause della distruzione del Condor. Uno dei corpi viene ritrovato congelato in una cella frigorifera: il medico di bordo, utilizzando uno speciale apparecchio capace di leggere la mente dei cadaveri, scopre che la memoria della vittima è completamente cancellata ad eccezione di alcune immagini che ne mostrano gli ultimi momenti e nelle quali si vede l'astronave invasa da quello che sembra essere un nugolo di insetti.
Sul pianeta si scoprono i resti di costruzioni metalliche e di strane strutture, anch'esse in metallo, di cui si ignora l'origine e la funzione. Una delle ipotesi è che millenni prima il pianeta sia stato colonizzato dai sopravvissuti alla distruzione di "Zeta VI", un pianeta appartenente ad un altro sistema solare della costellazione della Lira, trasformatosi in nova. Durante un'esplorazione un membro dell'equipaggio entra in una caverna e ne esce con una totale amnesia, incapace di parlare. Gli scienziati di bordo accertano che è stato investito da un potentissimo campo magnetico; altri quattro scienziati risultano dispersi. Indagini geologiche rivelano la presenza nel sottosuolo di grandi masse metalliche e forti fonti di radioattività. A questo punto appare un'enorme nube nera che attacca e distrugge due ricognitori dell'Invincibile. Il comandante Horpach fa scendere dall'astronave molti avanzatissimi mezzi blindati che vengono a loro volta attaccati. Gli equipaggi vengono ritrovati privi di memoria e in uno stato di abulia, ad eccezione dell'ufficiale di rotta Rohan, anche se non è chiaro il motivo per il quale egli sia scampato all'attacco: si pensa che un temporaneo shock mentale, lo abbia nascosto agli aggressori.
Uno degli scienziati dell'Invincibile ipotizza che alcuni robot abbandonati dai profughi di Zeta VI, dovendo contrastare gli attacchi di specie biologiche autoctone, si siano evoluti nel corso dei millenni, sviluppando una forma di intelligenza collettiva, estinguendo la vita sulla terraferma di Regis III utilizzando campi magnetici di incredibile potenza capaci di cancellare le facoltà mentali dei nemici. L'astrogatore Horpach, il comandante dell'Invincibile, dopo aver tentato invano di distruggere gli sciami robotici con l'impiego di ogni arma a sua disposizione, compresi cannoni ad antimateria, si arrende alla sconfitta e progetta di abbandonare il pianeta, non prima, però, di aver tentato di ritrovare gli scienziati dispersi. Viene progettato un caschetto metallico che si ritiene possa proteggere in qualche modo dagli attacchi degli sciami dei robot. Horpach convince Rohan a tornare sul luogo dove gli scienziati erano scomparsi. Dopo una lunga esplorazione e il rinvenimento di tre cadaveri, Rohan è costretto ad abbandonare in fretta le ricerche dell'ultimo disperso a causa del pericolo delle radiazioni causate dagli attacchi delle armi dell'astronave. L'uomo ritorna a bordo e l'Invincibile abbandona il pianeta, sconfitto da quella nuova forma di vita artificiale, ribattezzata "necrosfera".

## Edizioni
- (PL) Stanisław Lem, Niezwyciężony, 1ª ed., Varsavia, Wydawnictwo Ministerstwa Obrony Narodowe, 1964,  p. 316.
- Stanislaw Lem, L'Invincibile, traduzione di Renato Prinzhofer, Cosmo Argento, n. 36, Milano, Editrice Nord, 1974.
- L'Invincibile, traduzione di Renato Prinzhofer, Introduzione di Gianfranco De Turris, Oscar Fantascienza, n. 1639, Milano, Mondadori, 1983,  p. 208.
- L'Invincibile, traduzione di Renato Prinzhofer, Introduzione di Bruce Sterling, Oscar varia, n. 1820, Milano, Mondadori, 2003,  p. 210, ISBN 88-04-51761-1.
- L'Invincibile, traduzione di Francesco Groggia, Nota di Francesco M. Cataluccio, Collana La memoria, n. 1173, Palermo, Sellerio, 2020, ISBN 978-88-389-4095-8.